# Венді Робі
Венді Робі (англ. Wendy Robie; нар. 6 жовтня 1953, Цинциннаті, Огайо, США) — американська акторка.

## Біографія
Венді Робі народилася 6 жовтня 1953 року в Цинциннаті, штат Огайо. Здобула ступінь з англійської літератури, працювала викладачем англійської мови в коледжі. Почала акторську кар'єру в театрі, а з 1990 року почала зніматися в кіно і на телебаченні. Найбільшу популярність їй принесла роль одноокої та емоційно неврівноваженої Надін Гарлі в культовому серіалі «Твін Пікс». Також знімалася у фільмах «Вампір з Брукліна», «Люди під сходами», «Мерехтливий», «Притулок кошмарів» і «Був би світ моїм».

## Фільмографія
| Рік       |    | Українська назва                    | Оригінальна назва                        | Роль                            |
| --------- | -- | ----------------------------------- | ---------------------------------------- | ------------------------------- |
| 1990—1991 | с  | Твін Пікс                           | Twin Peaks                               | Надін Гарлі                     |
| 1991      | с  | Рятівники Малібу                    | Baywatch                                 | Джун Рід                        |
| 1991      | ф  | Люди під сходами                    | The People Under the Stairs              | жінка                           |
| 1992      | ф  | Твін Пікс: вогонь, іди зі мною      | Twin Peaks: Fire Walk with Me            | Надін Гарлі                     |
| 1992      | с  | Квантовий стрибок                   | Quantum Leap                             | місіс Такін                     |
| 1993      | тф | Пророк зла: Історія Ервіла Ліберона | Prophet of Evil: The Ervil LeBaron Story |                                 |
| 1994      | тф | Притулок для Енні                   | A Place for Annie                        | доктор Гортон                   |
| 1994      | с  | Ультрамен: Найсильніший герой       | Ultraman: The Ultimate Hero              |                                 |
| 1994      | с  | Гадюка                              | Viper                                    | медсестра                       |
| 1995      | с  | Зоряний шлях: Глибокий космос 9     | Star Trek: Deep Space Nine               | Улані                           |
| 1995      | с  | Сестра, сестра                      | Sister, Sister                           | місіс Кетчарт                   |
| 1995      | ф  | Вампір з Брукліна                   | Vampire in Brooklyn                      | фанатичка у поліційній дільниці |
| 1996      | ф  | Мерехтливий                         | The Glimmer Man                          | Мелані Сардес                   |
| 1996      | вг | Zork: Nemesis                       | Zork: Nemesis                            | божевільний пацієнт             |
| 1996      | с  | Темні небеса                        | Dark Skies                               | Кеті Белфур                     |
| 1998      | в  | Диявол у плоті                      | Devil in the Flesh                       | Джойс Сандерс                   |
| 1998      | ф  | Дантист 2                           | The Dentist 2                            | Берніс                          |
| 1998      | с  | C-16: ФБР                           | C-16: FBI                                | Гарріет Девідсон                |
| 2000      | с  | Нас п'ятеро                         | Party of Five                            | Елейн                           |
| 2000      | с  | Час не чекає                        | Any Day Now                              | Тріш                            |
| 2000      | с  | Чудова сімка                        | The Magnificent Seven                    | Нун                             |
| 2000      | в  | Ромео і Джульєтта                   | Romeo and Juliet                         | принц                           |
| 2001      | ф  | Притулок кошмарів                   | The Attic Expeditions                    | доктор Талама                   |
| 2001      | тф | Бермудський трикутник               | Lost Voyage                              | Мері Барнетт                    |
| 2003      | кф | Феї, сон літньої ночі               | Fairies                                  | міс Теббіт                      |
| 2007      | кф | Клоуни                              | Clowns                                   |                                 |
| 2008      | кф | Хороші люди                         | Good People                              | Маргарет                        |
| 2008      | ф  | Був би світ моїм                    | Were the World Mine                      | міс Теббіт                      |
| 2014      | ф  | Твін Пікс: Пропущені сцени          | Twin Peaks: The Missing Pieces           | Надін Герлі                     |
| 2017      | с  | Твін Пікс: Повернення               | Twin Peaks: The Return                   | Надін Герлі                     |
| 2020      | ф  |                                     | Dreaming Grand Avenue                    | Андромеда                       |
| 2022      | ф  |                                     | Relative                                 | Карен Френк                     |